# Baldinger (Patriziergeschlecht)

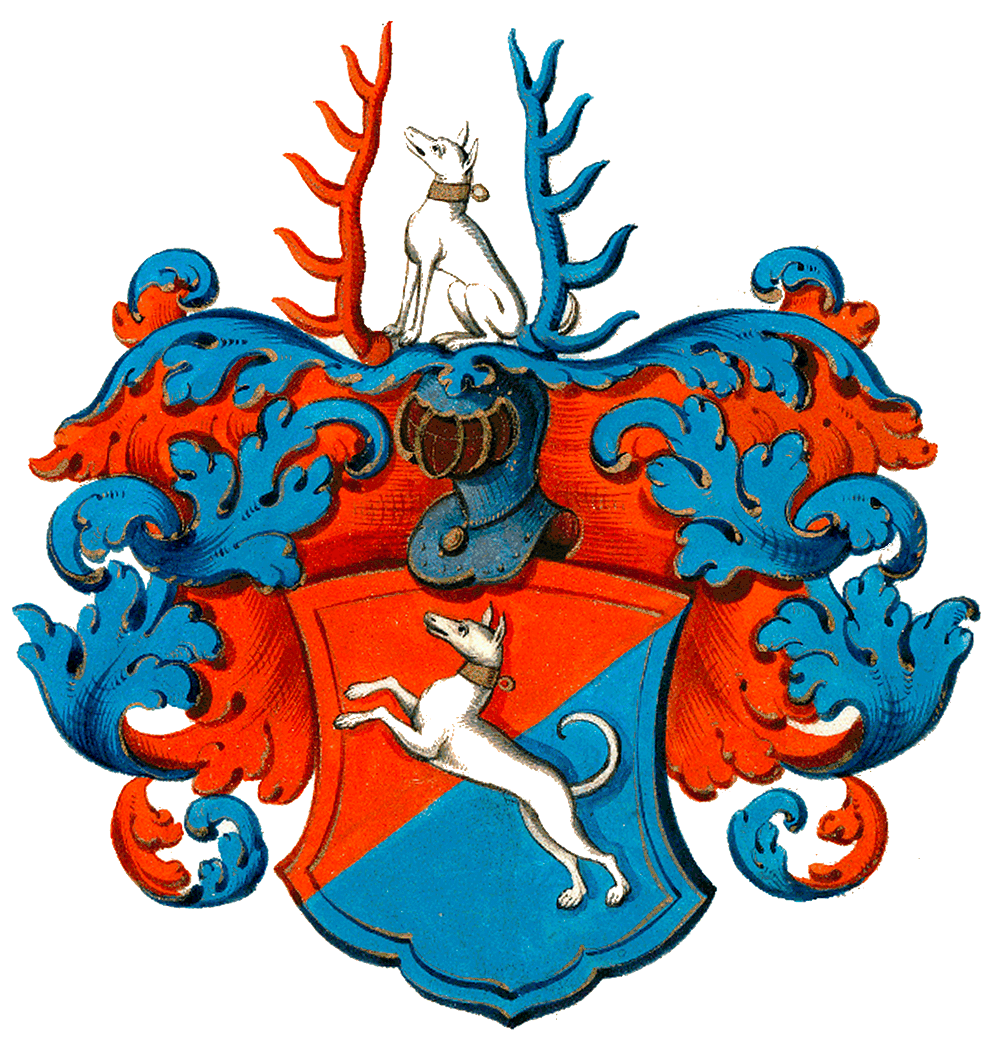
Wappen der Baldinger

Baldinger, in Urkunden auch Baldingen und Balding genannt, ist der Name eines Ulmer Patriziergeschlechts.

## Geschichte
Der erste nachgewiesene Ahnherr lebte um 1389 und führte bereits das Stammwappen mit dem Windspiel. Von seinen drei Söhnen bekleidete der älteste namens Thomas die Würde eines herzoglichen obersten Wolfsjägermeisters in Unterbayern. Der mittlere Sohn, Peter, besaß das Gut Schweybereut, der dritte Sohn, Hans, saß auf dem Gut Altweg, das er 1468 von seiner Tante erworben hatte. Von Peters Nachkommen war Albrecht Baldinger († 1517) Kanzler des Bischofs von Regensburg geworden. Ihm und seinen Brüdern erteilte Kaiser Friedrich III. 1489 einen Adelsbrief, in dem ihnen altadelige, stiftsmäßige und ritterbürtige Herkunft bestätigt wurde. Albrechts älterer Sohn Hans (1502–1575) widmete sich dem geistlichen Stand, der jüngere, Sigmund (1510–1558), war ein eifriger Anhänger der lutherischen Lehre, weshalb er aus Bayern flüchten musste. Er verpflanzte sein Geschlecht nach Schwaben und wurde zum Stammvater der Patrizierlinie in Ulm, wohin er 1529 Zuflucht genommen hatte. Nach der Hochzeit mit der Ulmer Patriziertochter Elisabeth Roth von Holzschwang ging er aber nach Nürnberg und kehrte erst nach 16 Jahren 1545 wieder nach Ulm zurück, wo er dann vom Magistrat der Stadt in den Rat der Patrizier aufgenommen wurde.

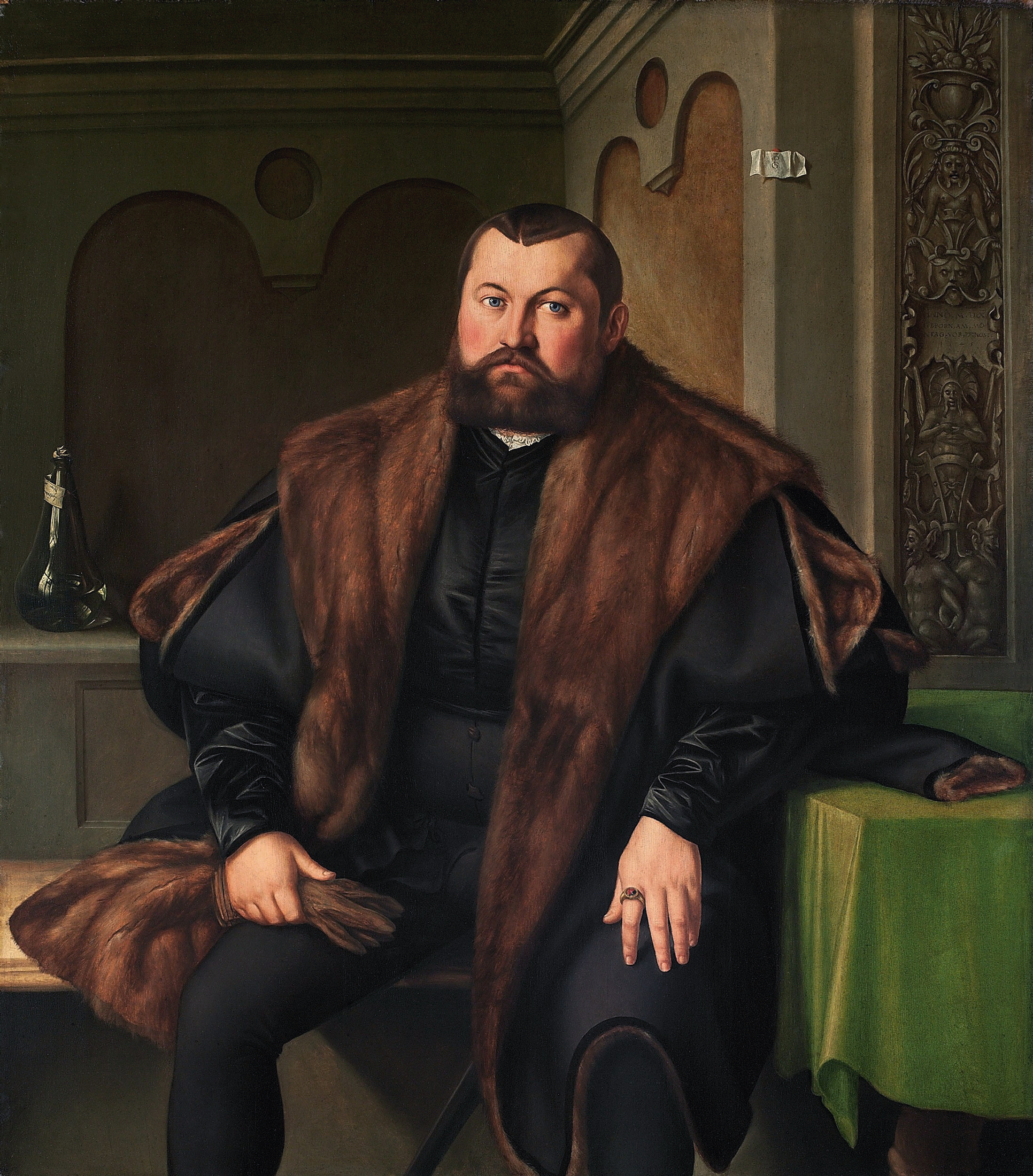
Sigmund Baldinger (1510–1558), Porträt von 1545

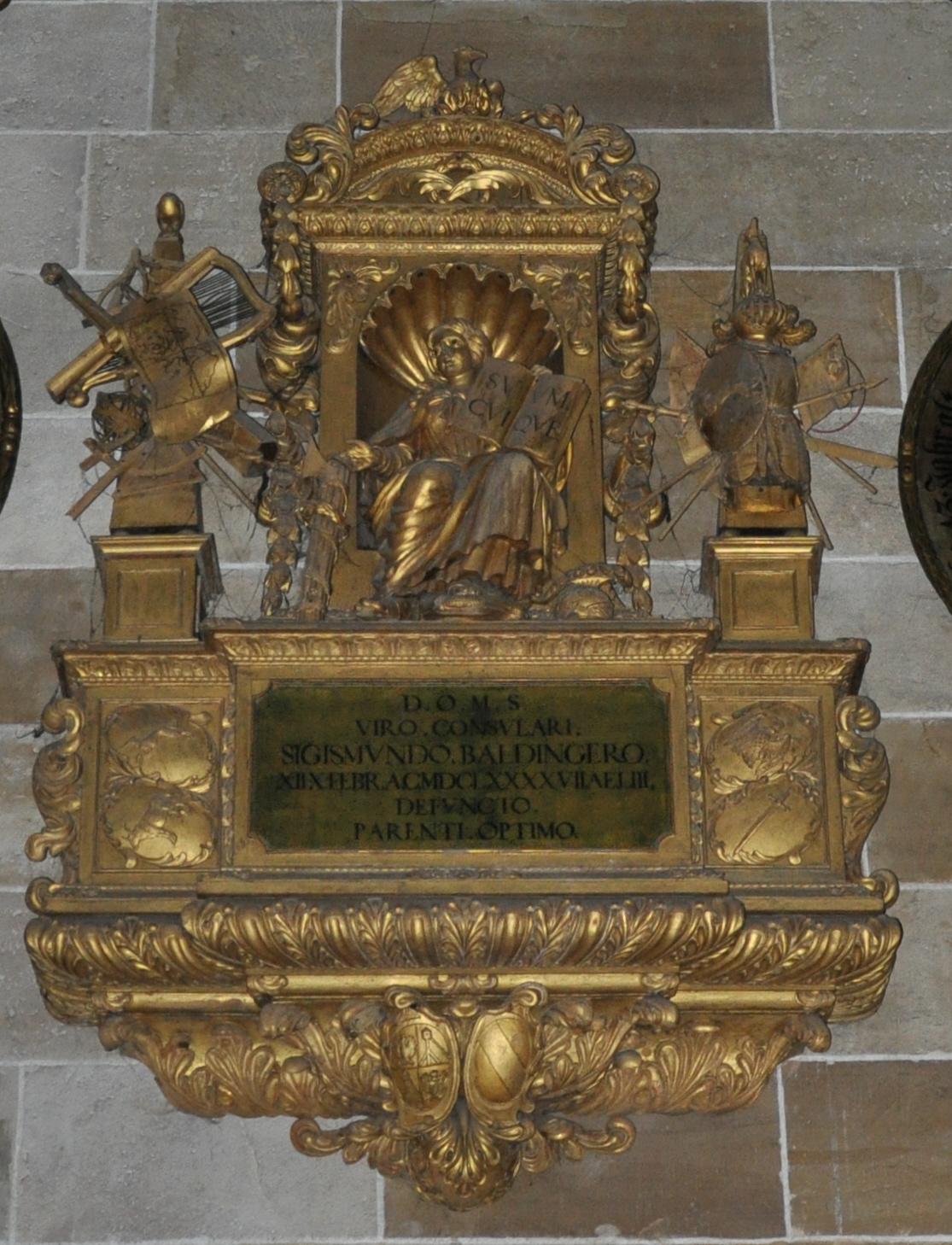
Denkmal für Sigismund Baldinger im Ulmer Münster

Im 14. Jahrhundert hatte das Ulmer Patriziat vorübergehend Machteinbußen gegenüber den Zünften hinnehmen müssen. Nach Aufhebung der Zunftverfassung durch Kaiser Karl V. 1548 sollten sie aber wieder ihre einstigen Rechte zurückerhalten. 1544 war den Baldingern auf dem Reichstag zu Speyer von Karl, wie bereits 1489 von dessen Urgroßvater Friedrich III., der erbliche Adel bestätigt worden.
Sigmund Baldingers Sohn Sigmund II. (1541–1613) stiftete zu Ulm drei Kapitalien. Von dem einen Stiftungskapital in Höhe von 1000 Gulden sollten die Zinsen wechseljährig an Arme oder Waisen ausgeschüttet werden, von dem anderen von 1000 Gulden sollten die Zinsen bedürftige Theologiestudenten unterstützen, die Zinsen des dritten Kapitals von 2000 Gulden sollten an Arme ausgeteilt werden. Sigmunds II. jüngerer Bruder Albrecht (1547–1625) war sieben Jahre Bürgermeister Ulms. Sein gleichnamiger Neffe Albrecht (1605–1681) bekleidete später dasselbe Amt. Ebenso Hans Ulrich (1630–1707) von 1689 bis 1707 und Albrecht Friedrich (1679–1756) von 1734 bis 1738. Späterhin, nachdem die vormalige Reichsstadt Ulm 1802 in Bayern und dann in Württemberg einverleibt worden war, trat die begüterte Familie in königlich bayerische und königlich württembergische Dienste, worin sich einzelne Mitglieder auch militärisch auszeichneten.

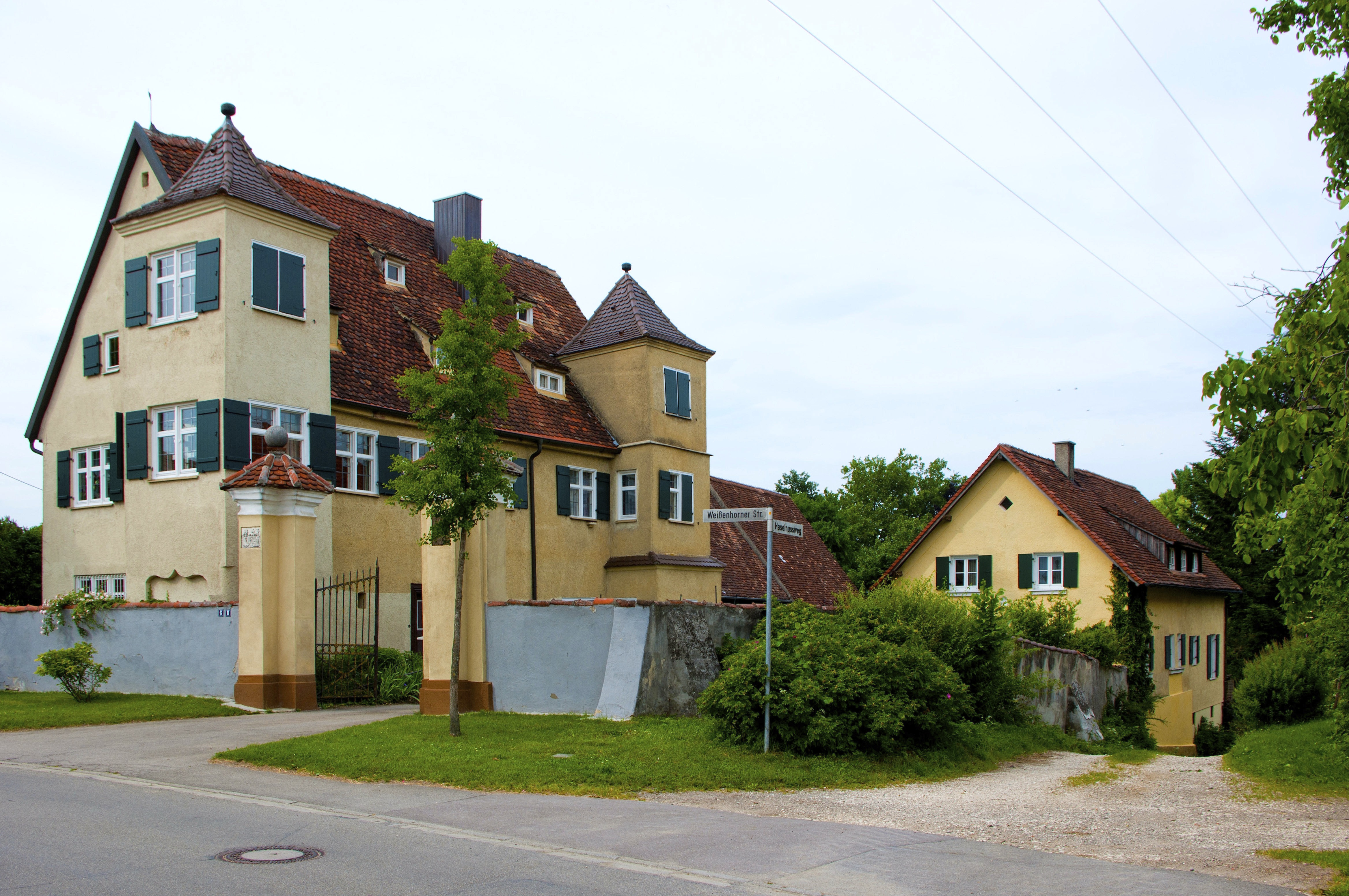
Schloss Holzschwang

Mitte des 18. Jahrhunderts erbten die Baldinger von der mit ihr verwandten, nun ausgestorbenen Linie von und zu Holzschwang der Ulmer Familie Roth das Gut Holzschwang, veräußerten es aber kurz darauf an die Ulmer Patrizierfamilie Neubronner.

## Wappen
Im rot-blau schräglinksgeteiltem Schild ein aufspringender silberner Windhund (Windspiel) mit goldenem Halsband. Auf dem Helm mit blau-roten Decken der Windhund sitzend zwischen zwei Hirschstangen, die rechte rot, die linke blau (so gemäß Johann Siebmachers Wappenbuch von 1605, im Ulmer Münster sind die Hirschstangen vielfach rechts blau und links rot).

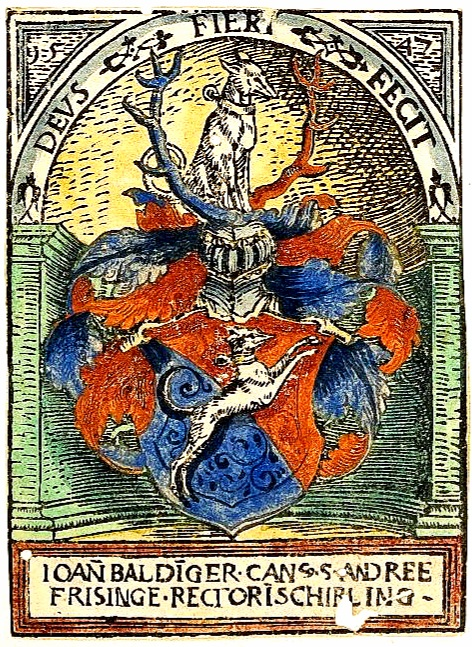
Wappendarstellung für Johann Baldinger, 1547
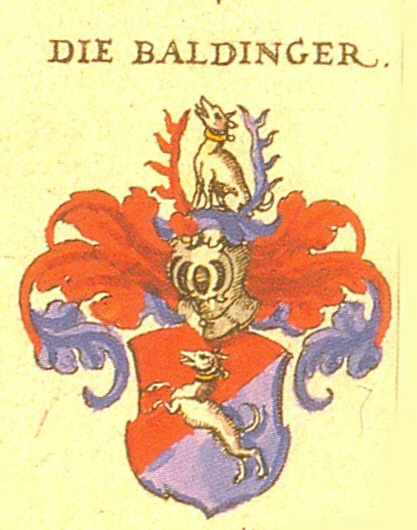
Wappen derer Baldinger in Johann Siebmachers Wappenbuch von 1605
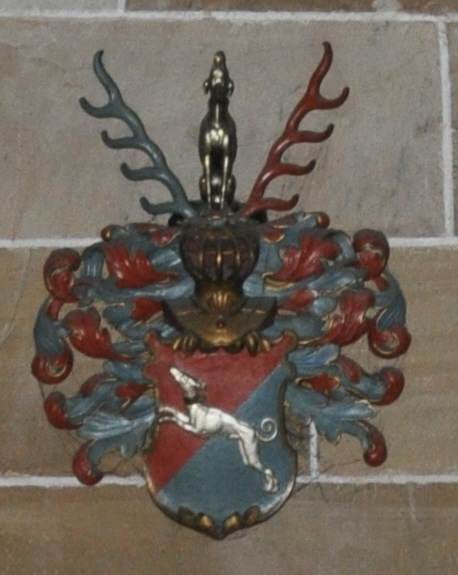
Wappen derer Baldinger im Ulmer Münster, wo auch viele Totenschilde das Wappen zeigen

## Angehörige
- Daniel von Baldinger (* 1768 in Ulm; † 1834 in Wiblingen), württembergischer Oberamtmann.
  - Ludwig von Baldinger (* 1807 in Albeck; † 1849 in Ulm), württembergischer Jurist und Politiker.